# Ikarus E14
Ikarus E14 — автобус среднего класса венгерской фирмы Ikarus, выпускавшийся с 1995 по 1998 год.

## Описание
Ikarus E14 произведён на шасси Csepel 613.02. В разное время автобус оснащался двигателями MAN и Cummins.
Вместимость варьируется от 24 до 28 мест для сидения. Опционально автобус оборудован кондиционером.

## Эксплуатация
Небольшое количество автобусов Ikarus E14 эксплуатировалось в Венгрии предприятиями Körös Volán, Tisza Volán, Somló Volán и Kunság Volán. Кроме того, в разное время автобусы Ikarus E14 эксплуатировались в Болгарии, России, Румынии, Украине, Финляндии и Эстонии. 